# 宋汝棼
宋汝棼（1922年2月—2014年1月20日），原名袁綍绪，生于山东烟台。中华人民共和国官员。

## 生平
入学北平育英中学、燕京大学、北京大学。任中國共產黨北京市崇文区委員會副书记、书记，北京市财经委副秘书长、地方工业局局长、北京市人民政府副秘书长兼第二工业局局长、中國共產黨北京市委員會地方工业部副部长等职。1975年11月后，任北京市建筑设计院书记、市基建委主任。1981年11月后，任全国人大常委会法制委员会副主任、全国人大常委会法制工作委员会副主任等职。